# 투바 공화국의 행정 구역
다음은 투바 공화국의 행정 구역이다. 투바 공화국에서 코준(러시아어: кожуун, 투바어: кожуун)은 군에 해당하는 행정 구역이다.
- 도시
  - 크즐 (Кызыл) (수도)
  - 아크도부라크 (Ак-Довурак)
- 군(кожуун)
  - 바룬헴칙스키군 (Барун-Хемчикский)
  - 바이타이긴스키군 (Бай-Тайгинский)
  - 차홀스키군 (Чаа-Хольский)
  - 체디홀스키군 (Чеди-Хольский)
  - 준헴칙스키군 (Дзун-Хемчикский)
    - 차단 시 (Чадан)

  - 예르진스키군 (Эрзинский)
  - 카헴스키군 (Каа-Хемский)
  - 키질스키군 (Кызыльский)
    - 카헴 (Каа-Хем)

  - 몬군타이긴스키군 (Монгун-Тайгинский)
  - 오뷰르스키군 (Овюрский)
  - 피헴스키군 (Пий-Хемский)
    - 투란 시 (Туран)

  - 수트홀스키군 (Сут-Хольский)
  - 탄딘스키군 (Тандинский)
  - 테레홀스키군 (Тере-Хольский)
  - 테스헴스키군 (Тес-Хемский)
  - 토진스키군 (Тоджинский)
  - 울루크헴스키군 (Улуг-Хемский)
    - 샤고나르 시 (Шагонар)